# Youtube-dl
youtube-dl je správce stahování specializovaný na stahování mediálních souborů z několika streamovacích platforem, a to nejen z eponymského YouTube, ale i ze stovek dalších. Je napsaný v Pythonu a zveřejněný pod licencí Unlicense.
K říjnu 2020 se jednalo o jeden z nejoblíbenějších projektů na GitHubu. Dne 23. října 2020 požádala Americká asociace nahrávacího průmyslu (RIAA) GitHub o zneveřejnění youtube-dl (a všech jeho forků) na základě zákona DMCA. Youtube-dl mělo porušovat zákon tím, že obcházelo ochranu proti kopírování spočívající v generování z lidského hlediska nesrozumitelných URL. GitHub skutečně obratem projekt youtube-dl znepřístupnil.
Software ale uživatelé mohli nadále stahovat například pipem jako pythonovský modul, z repozitářů linuxových distribucí (například Debianu) a nebo z GitLabu, konkurenčního hostingu gitových repozitářů.
V polovině listopadu stejného roku byl projekt na GitHubu znovu zpřístupněn, ale byly z něj odstraněny některé příklady obsahující stahování děl chráněných autorskými právy.
Pro youtube-dl bylo napsáno grafické uživatelské rozhraní youtube-dlG.